# Carrer de Sant Antoni (Sant Vicenç de Montalt)
Carrer de Sant Antoni és una obra de Sant Vicenç de Montalt (Maresme) inclosa a l'Inventari del Patrimoni Arquitectònic de Catalunya.

## Descripció
Carrer de la població on s'observen les voltes a plec de llibre fetes amb totxos i les diferents alçades de les construccions, ja que les ordenances d'edificació no regulen aquestes intervencions essent la textura i el color desiguals.